# Theodoor Aenvanck
Theodoor Aenvanck (1633 – Na 19 april 1690) was een Vlaamse barokschilder.  Hij is gekend voor zijn stillevens met bloemen, fruit en zeevruchten.

## Biografie
Hij werd geboren in Antwerpen waar hij op 30 november 1633 gedoopd werd. Hij was waarschijnlijk een leerling in Antwerpen van Jan Davidszoon de Heem, een prominente Nederlandse schilder van stillevens die een lange tijd in Antwerpen woonde en werkte. Hij werd ingeschreven als een leerjongen in de registers van het Antwerpse Sint-Lucasgilde in 1647. Hie werd pas ingeschreven als meester in het Anterpse gilde in 1669. Dit wijst erop dat hij vóór 1669 waarschijnlijk in het buitenland actief was.
Hij wordt vermeld in Antwerpse notariele documenten. Op 3 augustus 1678 wordt er bij notaris J. van Paesschen een getuigenis afgelegd op verzoek van Aenvanck over een ruzie met kapitein Sinterleir tijdens de grote processie. Op 26 januari 1685 werd hij voogd over Abraham Aenvanck.

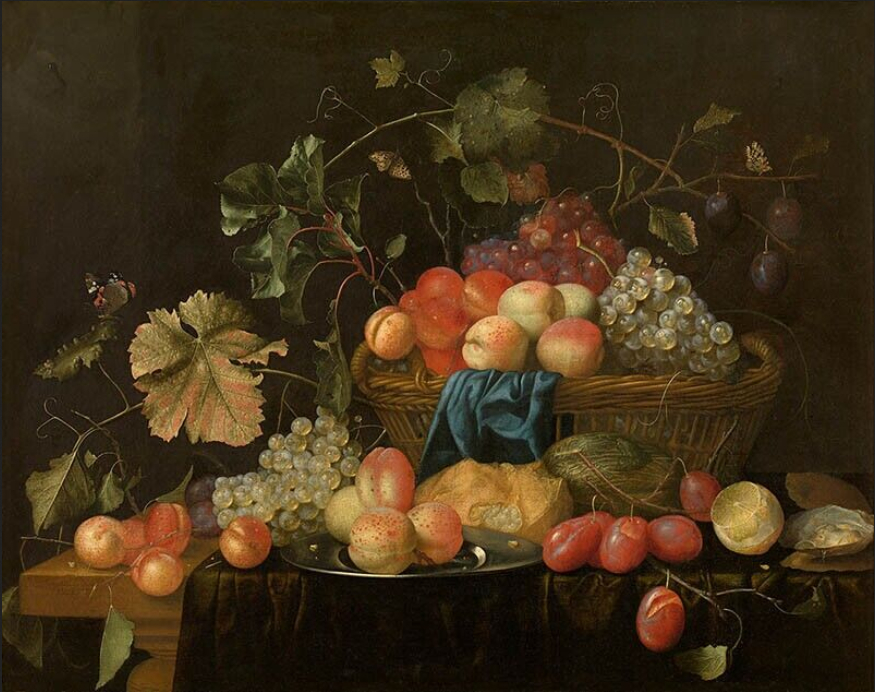
Fruit in een mand, 1653

Hij verliet Antwerpen opnieuw na maart 1686.  Hij stierf na 19 april 1690 op een niet nader bekende plaats.

## Werk
Aenvanck was een gespecialiseerd stillevenschilder die bloem-, fruit-, groente- en visstillevens schilderde.Er zijn momenteel slechts enkele werken van de kunstenaar bekend.